# Antonio Belviso
Antonio Belviso (Cerignola, 10 agosto 1910 – Roma, 13 novembre 1999) è stato un direttore della fotografia e operatore cinematografico italiano.

Belviso al lavoro su un set cinematografico.

Trasferitosi adolescente a Torino, lavora presso importanti studi di posa, dove prende familiarità con le principali tecniche fotografiche.
Il crescente sviluppo della cinematografia italiana, durante gli anni che precedono il secondo conflitto mondiale, alimentato dalla sua grande passione per la macchina da presa, lo portano a Roma, capitale europea del cinema d'avanguardia.
Qui lavora prima come assistente e poi come operatore, firmando indimenticabili produzioni fra cui Lo sceicco Bianco, Vulcano e La Bella Mugnaia, dove ha modo di lavorare con attori e registi tra cui Federico Fellini, Luigi Comencini, Vittorio De Sica, Alberto Sordi, Totò e Anna Magnani.
Nell'ultimo decennio di attività dirige la fotografia di alcuni film fra cui The Masked Man against the Pirates e di programmi televisivi trasmessi della RAI.
Per gli oltre settantacinque film realizzati, riceve nel 1974 il premio "Una vita per il cinema".

## Filmografia
- L'ultimo ballo (1941)
- Luce nelle tenebre (1941)
- Mamma (1941)
- Lo sconosciuto di San Marino (1946)
- Gente così di Fernando Cerchio (1949) operatore
- Vulcano (1950)
- Persiane chiuse (1950)
- Capitan demonio (1950)
- Era lui... sì! sì! (1951)
- La Presidentessa (1952)
- Ragazze da marito (1952)
- Due soldi di speranza (1952)
- Lo sceicco bianco (1952)
- Addio, Napoli! (1955)
- La bella mugnaia (1955)
- Sigfrido (1957)
- Totò, Peppino e le fanatiche (1958)
- Il mondo nella mia tasca (1961)
- Vacanze alla baia d'argento (1961)
- L'ultima preda del vampiro (1962)
- Il corsaro nero nell'isola del tesoro (1965)
- Centomila dollari per Lassiter (1966)